# Мордовска митрополија
Мордовска митролија (рус. Мордовская митрополия) митрополија је Руске православне цркве.
Образована је одлуком Светог синода од 5/6. октобра 2011, а налази се у оквиру граница Републике Мордовије. У њеном саставу се налазе три епархије: Ардатовска, Краснослободска и Саранска.